# Blurryface Live
Blurryface Live è il primo album dal vivo del gruppo musicale statunitense Twenty One Pilots, pubblicato il 25 novembre 2016 dalla Fueled by Ramen.

## Tracce
Testi e musiche di Tyler Joseph.
LP 1
1. Heavydirtysoul – 4:02
2. Stressed Out – 3:50
3. Guns for Hands – 4:34
4. Migraine – 4:30
5. Polarize – 4:02
6. We Don't Believe What's on TV – 3:08

LP 2
1. The Judge – 4:36
2. Lane Boy – 5:16
3. (Medley Mashup) (Pantaloon/Semi Automatic/Forest/Screen/Ode to Sleep/Addict with a Pen) – 5:32
4. Doubt – 3:50
5. Message Man – 3:26
6. Holding on to You – 5:50

LP 3
1. Ride – 4:09
2. The Run and Go – 5:07
3. Tear in My Heart – 3:59
4. Car Radio – 5:04
5. Goner – 3:46
6. Trees – 5:23

## Formazione
Twenty One Pilots
- Tyler Joseph – voce, ukulele, basso, tastiera
- Josh Dun – batteria, percussioni, tromba in We Don't Believe What's On TV, batteria elettronica in Doubt e Message Man

Produzione
- Chris Gehringer – mastering
- Neal Avron – missaggio
- Scott Skrzynski – assistenza al missaggio
- Shane Bardiau – registrazione

## Classifiche
| Classifica (2017)         | Posizione massima |
| ------------------------- | ----------------- |
| Stati Uniti (alternative) | 18                |
| Stati Uniti (rock)        | 28                |